# マヌエル・プイグ
マヌエル・プイグ（Manuel Puig、1932年12月28日 - 1990年7月22日）は、アルゼンチンの作家。主な作品に『リタ・ヘイワースの背信』『赤い唇』『ブエノスアイレス事件』『蜘蛛女のキス』『このページを読む者に永遠の呪いあれ』など。

## 経歴
ブエノスアイレス州ヘネラル・ビジェーガスで生まれる。5歳のころから映画館通いをする少年で、グレタ・ガルボ、リタ・ヘイワースなどのハリウッドスターに憧れる少年時代を過ごす。1945年、首都ブエノスアイレスの寄宿学校で学び、大学では外国語、哲学の学習に励んだ。1956年、奨学金を得てイタリアへ留学。ローマのチネチッタで映画監督・脚本家をめざし、ヴィットリオ・デ・シーカ、ルネ・クレマンの元で助監督を務めたが挫折し、小説家に転じる。
1963年、ブロードウェイミュージカルを学ぶためにニューヨークに渡り、処女長篇『リタ・ヘイワースの背信』を書きあげる。「ポップアート初の文学的成果」として、同書が一躍脚光を浴び、帰国後発表した『赤い唇』（1969年）『ブエノスアイレス事件』（1973年）がベストセラーとなる。
1973年にフアン・ペロン復権によるコーポラティズム体制化により亡命を余儀なくされ、アメリカ、メキシコ、ブラジル等を転々としつつ、『蜘蛛女のキス』（1976年）、『天使の恥部』（1979年）、『このページを読む者に永遠の呪いあれ』（1980年）、『南国に日は落ちて』（1988年）などの作品を次々と発表。1990年に来日後、メキシコのクエルナバカでエイズにより亡くなる。
巧みなストーリーテリングと現代的な主題で、ラテンアメリカ圏で幅広い人気を持つ作家である。登場人物の対話や独白、日記、手紙などのをコラージュする映像的手法、映画や歌謡曲などのサブカルチャーを洗練された形で取り入れる手法が特徴である。

### 来日
『蜘蛛女のキス』映画化のころに、来日して村上龍のインタビューを受けたこともある。金井美恵子の『目白雑録2』の「正月日記」によると、来日の主たる理由は、小津安二郎と成瀬巳喜男のビデオを入手することであったという。しかし、成瀬のものはほとんど入手できなかったらしい。

## 作品

### 小説
- 『リタ・ヘイワースの背信』La traición de Rita Hayworth [1968] （Betrayed by Rita Hayworth）内田吉彦訳 国書刊行会 〈ラテンアメリカ文学選集〉1980年（新装版 2012年）
- 『赤い唇』Boquitas Pintadas [1973] （Heartbreak Tango）野谷文昭訳 集英社ギャラリー「世界の文学」 1990年（集英社文庫 ラテンアメリカの文学 1994年）
- 『ブエノスアイレス事件』The Buenos Aires Affair [1973] 鼓直訳　白水社、1982年（白水Uブックス 1984年）
- 『蜘蛛女のキス』El beso de la mujer araña [1976] （Kiss of the Spiderwoman）野谷文昭訳 集英社 ラテンアメリカの文学 1983年（集英社文庫 1988年、改訂新版 2011年）
- 『天使の恥部』Pubis angelical [1979]  安藤哲行訳　国書刊行会、1989年（改訂新版、白水Uブックス 2017年）
- 『このページを読む者に永遠の呪いあれ』Maldición eterna a quien lea estas páginas [1980] （Eternal Curse on the Reader of These Pages）木村栄一訳 現代企画室 ラテンアメリカ文学選集1990年
- El amor de la sangre correspondida [1982] （Blood of Unrequited Love）
- 『南国に日は落ちて』Cae la noche tropical [1988] （Tropical Night Falling） 野谷文昭訳 集英社 1996年
- 『グレタ・ガルボの眼』Gli occhi di Greta Garbo [1991] 堤康徳訳 青土社 1999年

### 戯曲
- 『星のマントの下で』Bajo un manto de estrellas [1983] （Under a Mantle of Stars）
- 『蜘蛛女のキス』El beso de la mujer araña [1983] （Kiss of the Spiderwoman）
- 『ティファーナの思い出』La cara del villano | Recuerdo de Tijuana [1985]
- 『薔薇の花束の秘密』El misterio del ramo de rosas [1988] （Mystery of the Rose Bouquet）

## その他
- 自宅に膨大な映画のビデオ・コレクションを所有していたことでも知られる。
- 『ブエノスアイレス事件』は、ウォン・カーウァイ監督が映画『ブエノスアイレス』を撮るきっかけとなった。